# Rutilia retusa
Rutilia retusa là một loài ruồi trong họ Tachinidae.